# هارتسفيل (نيويورك)
هارتسفيل (بالإنجليزية: Hartsville, New York)‏ هي بلدة أمريكية تقع في الولايات المتحدة في مقاطعة ستوبين، نيويورك. يقدر عدد سكانها بـ 585 نسمة ومساحتها 93.7 كم2 وترتفع عن سطح البحر 645 متر.